# Kino „Relax”
Kino „Relax” – nieczynne kino znajdujące się przy ulicy Złotej 8, przy pasażu „Wiecha” w Warszawie.

## Opis
Budowa kina według projektu Zbigniewa Wacławka rozpoczęła się w 1965. Działalność kinową zainaugurowała 24 października 1970 projekcja filmu Wyzwolenie wyprodukowanego w ZSRR. Miało 650 miejsc i amfiteatralną widownię z ekranem o długości 19 metrów. Było to pierwsze w Warszawie kino przystosowane do projekcji filmów nagranych na taśmie filmowej 70 mm. Nazwę kina wybrali warszawiacy w plebiscycie dziennika „Express Wieczorny”.
W kinie odbywały się ważne wydarzenia filmowe: Konfrontacje Filmowe w latach 70. i 80. XX wieku w oraz przez wiele lat Warszawski Międzynarodowy Festiwal Filmowy. 
W 1998 zakończona została modernizacja kina, w wyniku której mieszcząca wówczas prawie 600 widzów sala stała się jedną z najnowocześniejszych w Warszawie. Nie wytrzymało ono jednak konkurencji z multipleksami i zakończyło działalność w październiku 2006. Jego właściciel, należąca do samorządu województwa mazowieckiego spółka Max-Film, sprzedała nieruchomość sieci delikatesów Alma. W miejscu kina miał powstać 185-metrowy wieżowiec, co spotkało się jednak ze sprzeciwem miasta. Po bankructwie Almy (2016) obiekt kupiła spółka Relax Centrum w celu wniesienia w miejscu zburzonego budynku kina 10-piętrowego apartamentowca z salą widowisko-teatralną na parterze. Ten projekt również nie został zrealizowany.
22 maja 2019 obiekt został wpisany do rejestru zabytków ze względu na zachowane wartości artystyczne, historyczne i naukowe. Właściciel kina zapowiedział odwołanie.
Po ogłoszeniu upadłości przez spółkę Relax Centrum budynek został wynajęty przez syndyka spółce Dapius, która po przeprowadzeniu remontu oddała budynek w wieloletnią dzierżawę spółce Scena Relax, która od 2020 zaczęła organizować tam spektakle teatralne, koncerty i występy estradowe. W 2021 budynek kina został wystawiony na sprzedaż.

## Inne informacje
W piwnicy pod kinem powstała duża scena Teatru Małego z widownią na 216−300 osób. Wejście do teatru znajdowało się od strony ul. Marszałkowskiej, przez Dom Towarowy „Junior”, w który mieściła się kasa. Stamtąd po schodach schodziło się w dół do szatni i foyer, gdzie funkcjonował niewielki bufet.